# Krásná pokojská
Krásná pokojská (v anglickém originále Maid in Manhattan) je americká filmová romantická komedie režiséra Waynea Wanga z roku 2002. Hudbu k snímku složil a nahrávku řídil Alan Silvestri. Film uvedla do amerických kin od 13. prosince 2002 společnost Columbia Pictures. Do českých kin jej od 5. června 2003 uvedla společnost Falcon a na VHS i DVD vydal v říjnu téhož roku Bonton.

## Děj
V moderním Popelkovském příběhu ztvárnila Jennifer Lopez Marisu Venturovou, pokojskou v jednom newyorském hotelu, která si shodou řady náhod padne do oka s republikánským politikem a kandidátem do Kongresu Christopherem Marshallem (Ralph Fiennes). On je stíhán dámami a senzacechtivými novináři, zatímco ona je svobodná portorikánská matka žijící v Bronxu s bystrým 10letým synem Tyem (Tyler Posey). A ten zapůsobí jako katalyzátor jejich nepravděpodobné romance.

## Postavy a obsazení

### Hlavní role
| Herec/herečka         | Postava                                              | Český dabing             |
| --------------------- | ---------------------------------------------------- | ------------------------ |
| Jennifer Lopez        | Marisa Venturová, hotelová pokojská                  | Miroslava Pleštilová     |
| Ralph Fiennes         | Christopher Marshall, význačný politik a host hotelu | David Matásek            |
| Natasha Richardsonová | Caroline Laneová, celebrita a hostka hotelu          | Jitka Sedláčková         |
| Stanley Tucci         | Jerry Siegal, asistent Christophera Marshalla        | David Prachař            |
| Tyler Posey           | Ty Ventura, syn Marisy                               | Pavel Dytrt              |
| Frances Conroy        | Paula Burnsová, hotelová manažerka                   | Jana Drbohlavová         |
| Chris Eigeman         | John Bextrum, manažer hotelu                         | Jan Vondráček            |
| Marissa Matrone       | Stephanie Kehoe, pokojská-kolegyně Marisy            | Lucie Juřičková          |
| Amy Sedarisová        | Rachel Hoffmanová, kamarádka Caroline Laneové        | Jarmila Švehlová-Hájková |
| Priscilla Lopezová    | Veronica Venturová, matka Marisy                     | Sylva Turbová            |
| Bob Hoskins           | Lionel Bloch, hotelový majordomus                    | Petr Pelzer              |

## Přijetí
Snímek, nasazený do amerických kin v předvánočním období, vydělal na prvovíkendových tržbách 18,7 milionů dolarů a obsadil první příčku v návštěvnosti, těsně před sci-fi Star Trek: Nemesis.